# Harpactea aeoliensis
Harpactea aeoliensis là một loài nhện trong họ Dysderidae.
Loài này thuộc chi Harpactea. Harpactea aeoliensis được miêu tả năm 1973 bởi Alicata.